# 中国驻迪拜总领事馆
中华人民共和国驻迪拜总领事馆（阿拉伯语：القنصلية العامة لجمهورية الصين الشعبية في دبي），简称中国驻迪拜总领事馆，是中华人民共和国派驻阿拉伯联合酋长国迪拜酋长国迪拜的最高级别外交机构。领区包括迪拜酋长国、沙迦酋长国、阿治曼酋长国、乌姆盖万酋长国、哈伊马角酋长国和富查伊拉酋长国。

## 机构设置
中国驻迪拜总领事馆设置下列机构：
- 领事侨务处
- 经济商务处
- 办公室